# Faustina K. Rehuher-Marugg
Faustina K. Rehuher-Marugg ou Tina Rehuher-Marugg est une conservatrice de musée et femme politique des Palaos. Elle est directrice du Musée national des Palaos de 1979 à 2009, puis ministre des Affaires culturelles de 2009 à 2012, enfin ministre d'État des Palaos depuis 2017.

## Biographie

### Formation, conservatrice de musée
Faustina Rehuher-Marugg obtient une maîtrise en études des îles du Pacifique à l'Université d'Hawaï et du East-West Center,. Elle est la directrice et la conservatrice du Musée national des Palaos à Koror pendant trente ans, de 1979 à 2009. Pendant cette période, elle fait la promotion de la culture palaosienne auprès d'organisations régionales et internationales comme l'ICOMOS et l'UNESCO. Par ailleurs, elle occupe des postes de direction dans de nombreuses organisations culturelles du Pacifique, notamment l'Association des musées des îles du Pacifique, la branche régionale du Pacifique du Conseil international des archives ; elle est cofondatrice de l'Association de conservation des Palaos, de l'Institut de conservation de Palau, et de la Chambre de commerce des Palaos,.

### Ministre
En 2009, Faustina Rehuher-Marugg démissionne du Musée national des Palaos lorsqu'elle est nommée ministre des Affaires communautaires et culturelles par le président Johnson Toriblong ; elle est ensuite confirmée à ce poste par un vote unanime du Sénat des Palaos. Au cours de son mandat ministériel, Faustina Rehuher-Marugg fait reconnaître le lagon sud de Rock Islands comme site du patrimoine mondial de l'UNESCO,. Elle quitte ses fonctions minstérielles en 2012. La même année, elle est reconnue pour ses contributions à la promotion et au développement des arts, de la culture et de l'histoire des Palaos par la législature de Guam.
Elle est élue en juin 2017 ministre d'État dans le cabinet de Thomas Remengesau Jr, en remplacement de Billy Kuartei. Remengesau rend hommage à sa forte expérience du service public et de la préservation du patrimoine et de l'histoire des Palaos. Elle prête serment à la juge Rosemary Skebong.
Elle joue en 2018 un rôle déterminant dans l'obtention d'une subvention de 60 000 dollars du gouvernement australien pour soutenir l'initiative d'engagement écologique des Palaos, où tous les visiteurs promettent de respecter l'environnement. La même année, elle représente les Palaos à Nauru au Forum des îles du Pacifique, où la crise climatique est au centre de l'ordre du jour. En 2019, elle dirige une délégation de Taïwan, avec la présidente Tsai Ing-wen. Elle négocie en 2021 un programme d'aide financière avec le Japon d'une valeur de 4,8 millions de dollars, pour permettre au gouvernement des Palaos de détecter les expéditions illégales.